# Loxosceles colima
Espèce
Loxosceles colima est une espèce d'araignées aranéomorphes de la famille des Sicariidae.

## Distribution
Cette espèce est endémique du Mexique. Elle se rencontre au Colima, au Jalisco, au Michoacán, au Nayarit et au Zacatecas.

## Description
Le mâle holotype mesure 9,5 mm et la femelle 11 mm.

## Étymologie
Son nom d'espèce lui a été donné en référence au lieu de sa découverte, Colima.

## Publication originale
- Gertsch, 1958 : The spider genus Loxosceles in North America, Central America, and the West Indies. American Museum novitates, no 1907, p. 1-46 (texte intégral).